# Antoni Alomar i Esteve

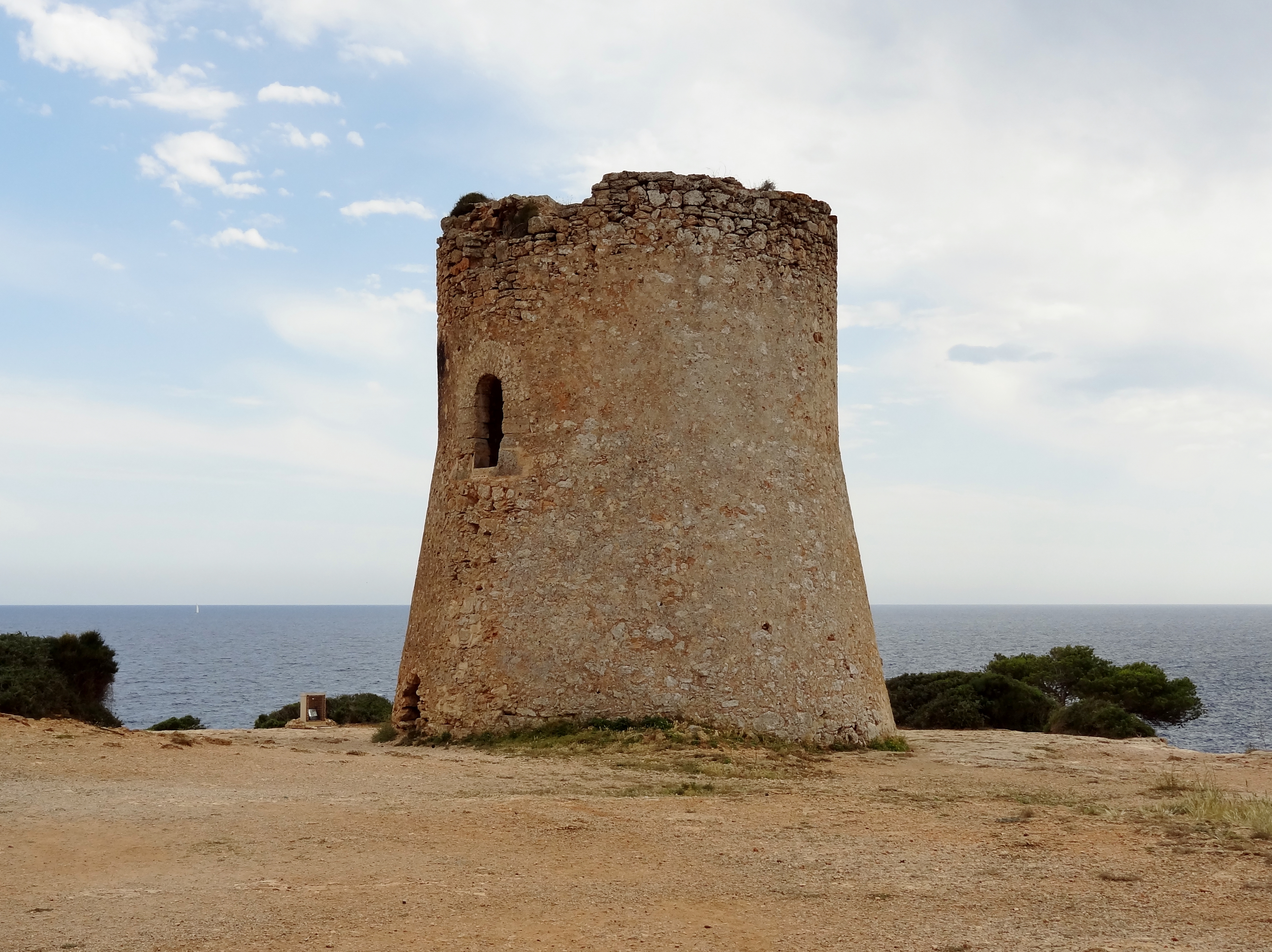
Torre de Cala Pi restaurada amb un projecte d'Antoni Alomar

Antoni Alomar i Esteve (Palma, 1937) és un arquitecte mallorquí, fill de l'arquitecte i urbanista Gabriel Alomar i Esteve, i creador de l'escola de margers de Mallorca.
Alomar estudià a l'Institut Superior d'Arquitectura de St. Lluc i a l'Institut d'Urbanisme Aplicat, de Brussel·les. Realitzà un projecte final de carrera, per convalidar el títol, amb l'arquitecte Francisco Javier Sáenz de Oiza a Madrid. Fou membre del ICOMOS/UNESCO, intervenint en nombrosos simpòsiums sobre protecció del patrimoni arquitectònic. Ha alternat la seva activitat professional com arquitecte amb treballs d'investigació sobre la construcció tradicional a Mallorca. És autor de les esglésies de la Colònia de Sant Jordi, dels Llombards i de l'Encarnació de Palma, de l'IES Antoni Maura de Palma, i de diverses obres de restauració i rehabilitació a Mallorca, com ara la torre de Cala Pi, i a Eivissa, on conegué Erwin Broner i col·laborà amb Raimon Torres i Patricia Arklie. L'any 1986 creà a Sóller una escola de margers a Mallorca, recuperant els oficis de la pedra seca (la construcció de marges).